# Samoana fragilis
Samoana fragilis é uma espécie de gastrópode da família Partulidae.
É endémica de Guam e Rota.